# Артас (Изер)
Артас или Арта (фр. Artas) — коммуна во Франции, находится в регионе Рона — Альпы. Департамент коммуны — Изер. Входит в состав кантона Ла-Верпийер. Округ коммуны — Вьенн.
Код INSEE — 38015. Население коммуны на 2012 год составляло 1725 человек. Населённый пункт находится на высоте от 364 до 507 метров над уровнем моря. Муниципалитет расположен на расстоянии около 430 км юго-восточнее Парижа, 36 км юго-восточнее Лиона, 60 км северо-западнее Гренобля. Мэр коммуны — M. Martial Simondant, мандат действует на протяжении 2014—2020 годов.
Динамика населения (INSEE):